# Ходжес, Канистер
Канистер Ходжес младший (англ. Kaneaster Hodges Jr.; 20 августа 1938, Ньюпорт, Арканзас — 23 марта 2022, Литл-Рок, Арканзас) — американский юрист и политик, сенатор США от Арканзаса (1977—1979).

## Биография
Канистер Ходжес младший родился 20 августа 1938 года в Ньюпорте (штат Арканзас) в семье Канистера Ходжеса старшего (Kaneaster Hodges Sr.) и Хэрриетт Ходжес (Harryette Hodges), он был вторым по возрасту из шестерых детей. В 1956 году Канистер Ходжес окончил среднюю школу Ньюпорта и поступил в Принстонский университет, который он окончил в 1960 году, получив степень бакалавра. После этого он продолжил обучение в Теологической школе Перкинса Южного методистского университета в Далласе, получив в 1963 году степень магистра.
В 1960 году Канистер Ходжес женился на Рут Линдли Уильямс (Ruth Lindley Williams), вместе с которой он учился в школе в Ньюпорте. Впоследствии у них было двое детей. В 1963 году они переехали в Массачусетс, где Ходжес служил священником в двух церквях. В тот же период он учился в Бостонском университете, где получил вторую степень магистра. В 1964 году Ходжес несколько месяцев работал в Нью-Йорке, а в конце года вернулся в Арканзас, где начал обучение в школе права Арканзасского университета в Фейетвилле, которую окончил в 1967 году.
В 1967—1974 годах Ходжес работал городским прокурором Ньюпорта, а также был заместителем прокурора округа Джэксон. В 1972 году Ходжес принимал участие в выборной кампании Джона Маккленнана, который одержал победу на выборах в Сенат США. В 1974 году Ходжес координировал в восточном Арканзасе выборную кампанию Дэвида Прайора, который стал губернатором Арканзаса. В 1975 году Ходжес работал секретарём у губернатора Прайора.
28 ноября 1977 года скончался сенатор Джон Маккленнан, и через несколько дней губернатор Дэвид Прайор назначил Ходжеса сенатором от Арканзаса до конца срока, который оставался у Маккленнана. Ходжес не стал выдвигать свою кандидатуру на следующих выборах в Сенат, которые состоялись 1978 году. Таким образом, он прослужил сенатором США от Арканзаса с 10 декабря 1977 года до 3 января 1979 года.
После окончания работы в Сенате Канистер Ходжес вернулся в Ньюпорт, где занимался юридической практикой, а также операциями по продаже земельных участков и другой недвижимости.
Ходжес скончался 23 марта 2023 года в Литл-Роке (штат Арканзас). Он был похоронен на кладбище Уолнат-Гров в Ньюпорте.